# Julia Hassler
Julia Hassler (* 27. Februar 1993 in Vaduz) ist eine liechtensteinische Schwimmerin. Sie hat sich auf die langen Strecken spezialisiert.

## Leben
Hassler wurde 2009 bei den Kurzbahneuropameisterschaften in Istanbul Elfte über 800 Meter Freistil und bei der Jugendeuropameisterschaft in Prag Zehnte. Im gleichen Jahr gewann sie vier Medaillen bei den Spielen der kleinen Staaten von Europa 2009 in Zypern und stellte über 800 Meter Freistil einen neuen Gamerecord auf. Für ihre Erfolge wurde sie zur liechtensteinischen Sportlerin des Jahres gewählt.
Im Jahr darauf wurde sie bei den Olympischen Jugend-Sommerspielen in Singapur Siebte über 400 Meter Freistil und erreichte über 200 m Delfin den 13. Rang. 2011 nahm sie an der Weltmeisterschaft in Shanghai teil und wurde zum zweiten Mal zur Sportlerin des Jahres gewählt.
2012 erreichte sie bei den Europameisterschaften über 800 Meter Freistil den siebten Platz und über 1500 Meter Freistil den fünften Platz. Im gleichen Jahr nahm sie an den Olympischen Sommerspielen in London teil. Dort schied sie über 400 Meter und über 800 Meter Freistil im Vorlauf aus.
Bei den Schwimmeuropameisterschaften 2014 erreichte sie über 1500 Meter Freistil erneut das Finale und belegte dort den achten Platz.
2017 wurde Hassler für die Universiade in Taipeh nominiert, wo sie über 400 Meter Freistil den 7. Platz erreichte.
2017 erreichte sie bei den Schwimmweltmeisterschaften in Ungarn das Finale über 1500 Meter Freistil und konnte sich dabei Platz 7 sichern, was den größten Erfolg einer liechtensteinischen Schwimmerin bis dato bedeutete.
Während der Eröffnungsfeier der Olympischen Sommerspiele 2020 war sie gemeinsam mit dem Judoka Raphael Schwendinger die Fahnenträgerin ihrer Nation.